# Ichio Asukata
Ichio Asukata (飛鳥田 一雄, Asukata Ichio) est un homme politique japonais né le 2 avril 1915 à Yokohama et mort le 11 octobre 1990. Il était le secrétaire général du parti social-démocrate de 1977 à 1983 et maire de la ville de Yokohama de 1963 à 1978.

## Source de la traduction
- (en) Cet article est partiellement ou en totalité issu de l’article de Wikipédia en anglais intitulé « Ichio Asukata » (voir la liste des auteurs).
- Notices d'autorité :   - VIAF
  - ISNI
  - BnF (données)
  - LCCN
  - Japon
  - WorldCat